# Whitecross Street

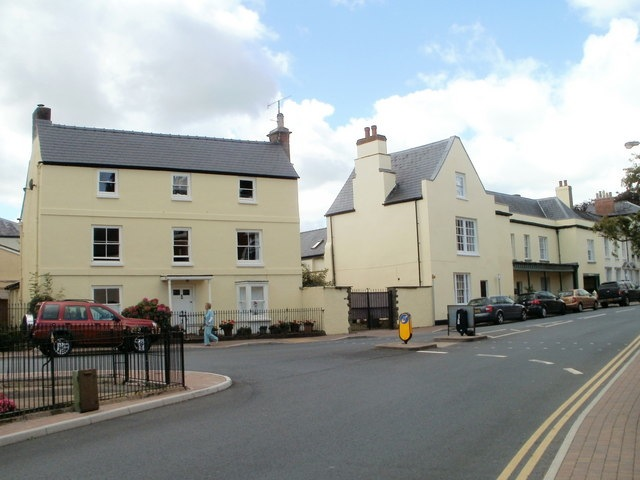
A Whitecross Street eleje a St. James’s Square-en

A Whitecross Street a walesi város, Monmouth történelmi központjának egyik jelentős utcája. A 15. században már létezett. Whitcroft vagy Whitcrose néven szerepel John Speed 1610-es városról készült térképén is. Az utca kelet-nyugat irányú, a Church Streettől a St. James’s Square-ig tart. Nevét valószínűleg az itt álló, pestisjárvány emlékére emelt keresztről kapta. Az utcát számos műemlék épület szegélyezi.

## Története
Monmouth történelmi központjának többi utcájához hasonlóan a Whitecross Street is valószínűleg a 15. század közepén alakult ki, a 14. században épült városfalakon belül. Az utca épületeinek nagy része eredetileg keskeny szalagtelkekre volt osztva. Ennek az egyik legtipikusabb ma is álló mintája a St. James House, noha a későbbi századokban többször is átépítették.
John Speed 1610-es várostérképen az utca Whitcroft vagy Whitcrose néven szerepel. Egy 2009-es történészi tanulmány szerint az utca névadója egy fehér kereszt volt (angolul: white cross). A vidéken szokás volt, hogy a lecsengő pestisjárványok emlékére kereszteket állítsanak az isteni közbeavatkozás megköszönésére. Egyes történészek valószínűsítik, hogy ez a kereszt tulajdonképpen megegyezik a John Speed által is a St. Mary-kolostortemplom udvarában feltüntetett kereszttel. Charles Heath 1804-es tanulmánya szerint az egykori kereszt valószínűleg a mára már lebontott városi mérleg helyén állt.
A Whitecross Street tulajdonképpen a mára már sétálóutcává átalakított Church Street keleti irányú folytatása. Az utca keresztezi a Monk Street-et, majd a St. James’s Square-be torkollik. Egyes térképen az utca keleti végét, a Monk Street-i kereszteződéstől már St. James’s Square néven említik, ezért fordulhatott elő, hogy egyes épületeknek két címe van.

## Nevezetes épületei
- A The Griffin kocsma, egykori fogadó. A 18. században épült és II. kategóriás brit műemléknek (British Listed Building) számít 2005 óta.[9] Névadója a mitológiai griffmadár.A sarkát az éles sarok közlekedésének megkönnyítése céljából kerekítették le.[10]
- A St. Mary-kolostortemplom (angolul: St Mary’s Priory Church) a város legjelentősebb anglikán temploma. 1075-ben alapították bencés szerzetesek. Mai formáját a 18-19. századi átalakításoknak köszönheti. A templom II*. kategóriás brit műemléknek (Bristish Listed Building) számít 1952 óta.
- A Priory House 18. századi műemlék épület.1974. augusztus 15. óta II. kategóriás brit műemléknek (British Listed Building) számít.[11] A 19. század első felében az épület adott otthont a Monmouthi Klasszikus Akadémiának (angolul: Monmouth Classical Academy), ami tulajdonképpen egy magán bentlakásos iskola volt.[12] Az épületben ma a brit konzervatív párt helyi klubja működik.
- A Rolls Hall nevű viktoriánus épületben ma a városi könyvtár székel. Az épületet John Maclean Rolls ajándékozta a városnak Viktória királynő trónra lépésének 50. évfordulója alkalmából. Az épület II. kategóriás brit műemlék (British Listed Building) 2005. október 8. óta[13] és egyike a monmouthi örökség tanösvény huszonnégy állomásának.[14] A Rolls Hall-t 1887-1888-ban építették fel F. A. Powell tervei alapján.[15] 1888. május 24-én nyitották meg az építtető Rolls család jelenlétében.[16]
- A Judges’ Lodgings (jelentése bírák szállása) 18. századi épület a St. James’ Square és a Whitecross Street sarkán. Az épület elődje egy 16. századi lakóház volt, amely a 18. század közepén fogadóként üzemelt. 1835 előtt a monmouthi bíróság alkalmazottai használták, innen származik mai elnevezése.[17] Ma lakóház. Az épület II. kategóriás brit műemlék (British Listed Building).[18]
- A Whitecross Street 33. szám alatt álló épület a város egyik műemléke. Valószínűleg a 18. Az épületet 2008. február 20-án nyilvánította műemlékké a Cadw. Apna Gir néven brit műemlék épületként (British Listed Building) is nyilván van tartva 1974. augusztus 15. óta. században épült. A régészeti feltárások során újkőkorszaki, római kori és középkori leletekre bukkantak az épülethez tartozó telken.[2]

## Fordítás
- Ez a szócikk részben vagy egészben  a   Whitecross Street, Monmouth című angol Wikipédia-szócikk ezen változatának fordításán alapul.  Az eredeti cikk szerkesztőit annak laptörténete sorolja fel. Ez a jelzés csupán a megfogalmazás eredetét és a szerzői jogokat jelzi, nem szolgál a cikkben szereplő információk forrásmegjelöléseként.